# 1984年ロサンゼルスオリンピックのオランダ選手団
1984年ロサンゼルスオリンピックのオランダ選手団（1984ねんロサンゼルスオリンピックのオランダせんしゅだん）は、1984年7月28日から8月12日にかけてアメリカ合衆国のロサンゼルスで開催された1984年ロサンゼルスオリンピックのオランダ選手団、およびその競技結果。

## 概要
今大会は金メダル5個、銀メダル2個、銅メダル6個の合計13個のメダルを獲得した。

## メダル
| メダル | 選手名                                                                                      | 競技 | 種目                   |
| ------ | ------------------------------------------------------------------------------------------- | ---- | ---------------------- |
| 金     | リア・スタルマン                                                                            | 陸上 | 女子円盤投             |
| 金     | ヨランダ・デ・ローファー                                                                    | 競泳 | 女子200m背泳ぎ         |
| 金     | ペトラ・ファン・スタフェレン                                                                | 競泳 | 女子100m平泳ぎ         |
| 銀     | アンネマリー・フェルスタッペン デシ・レイエルス エレス・フォスケス コニー・ファンベントゥム | 競泳 | 女子4×100m自由形リレー |
| 銅     | アンネマリー・フェルスタッペン                                                              | 競泳 | 女子100m自由形         |
| 銅     | アンネマリー・フェルスタッペン                                                              | 競泳 | 女子200m自由形         |
| 銅     | ヨランダ・デ・ローファー                                                                    | 競泳 | 女子100m背泳ぎ         |